# Piletocera penicillalis
Piletocera penicillalis là một loài bướm đêm trong họ Crambidae.